# Stephan Turnovszky
Stephan Turnovszky (* 21. června 1964, Lucern) je švýcarský římskokatolický kněz a biskup.

## Život
Narodil se 21. června 1964 v Lucernu. Vyrůstal ve Vídni a navštěvoval gymnázium v Döblingu. Studoval chemii na Technické univerzitě ve Vídni. Roku 1992 vstoupil do Arcibiskupského semináře ve Vídni a dne 23. listopadu 1997 získal jáhenské svěcení. Dne 29. června 1998 byl ve Svatoštěpánském dómě kardinálem Christophrem Schönbornem vysvěcen na kněze. Před tím působil jako jáhen ve Perchtoldsdorfu a později jako kaplan farnosti v Jedlesee (Vídeň-Floridsdorf). Poté působil jako kněz v Großmuglu a Herzogbirbaumu. Od 1. září 2005 byl farářem farnosti Svatého Josefa v Badenu-Leesdorf.
Dne 6. března 2008 byl papežem Benediktem XVI. jmenován pomocným biskupem arcidiecéze vídeňské a titulárním biskupem z Ancusi. Biskupské svěcení přijal 12. května 2008 z rukou kardinála Christopha Schönborna a spolusvětiteli byli biskup Helmut Krätzl a biskup Anton Leichtfried.